# Détective Surprenant
Détective Surprenant: La fille aux yeux de pierre est une série télévisée québécoise en six épisodes de 43 minutes écrite par Marie-Ève Bourassa et Maureen Martineau d’après les romans policiers de Jean Lemieux. La série a été réalisée par Yannick Savard et mise en ligne le 7 décembre 2023 sur Club Illico.
La Peur de l'eau, un film québécois sorti en 2011, s'inspire aussi du même roman.

## Synopsis

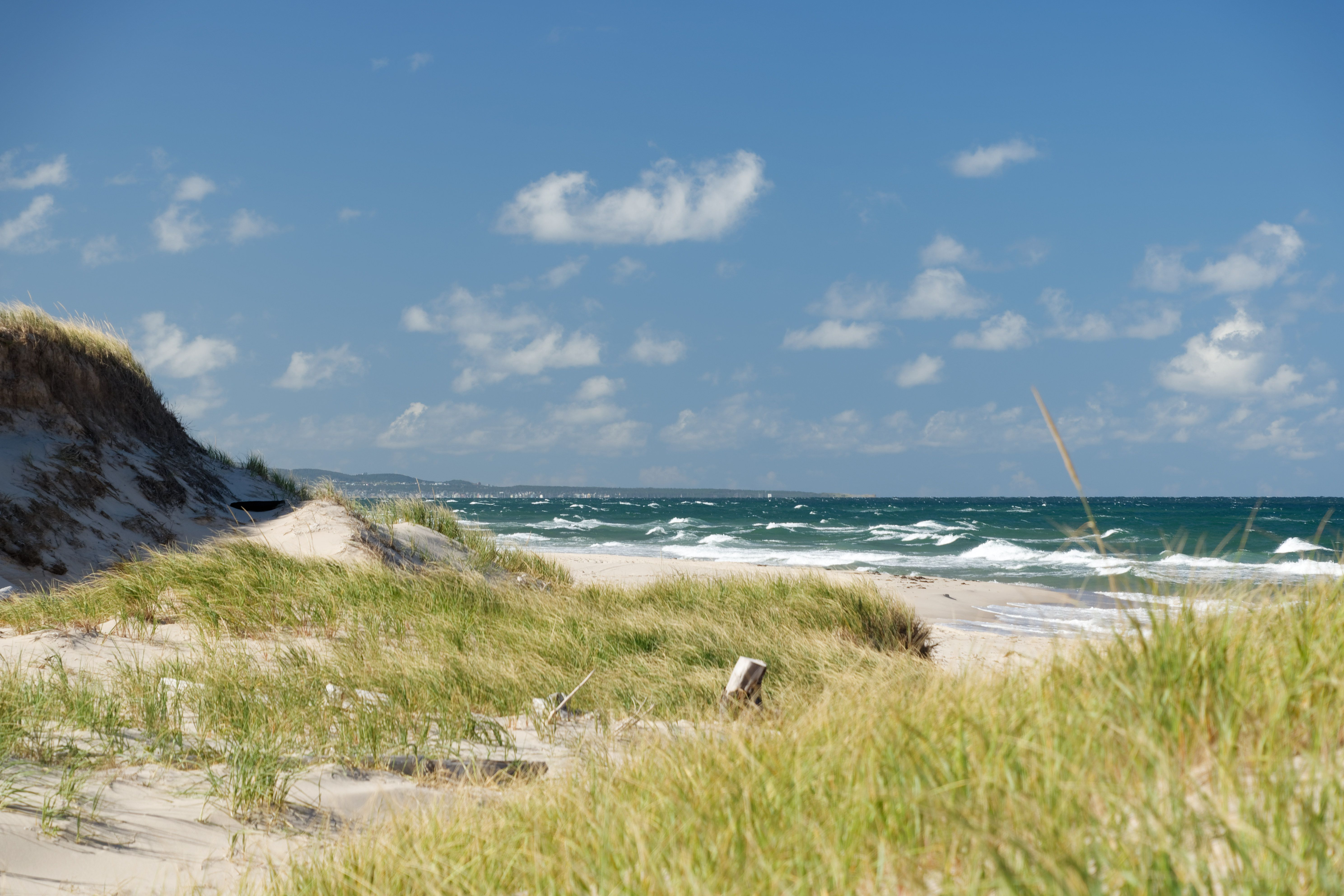
Dune du Nord.

La disparition de Rosalie Richard, la fille du maire des Îles-de-la-Madeleine, est signalée par le sergent-détective André Surprenant, même si cela l'oblige à annuler ses vacances. Le jour suivant, on découvre le cadavre de l'adolescente dans une scène macabre qui suscite l'indignation de tout le village.
Les policiers de Cap-aux-Meules sont indignés par la brutalité du crime. Surprenant, qui a travaillé au sein des crimes majeurs à Montréal, dirige son équipe inexpérimentée. Il découvre que Sébastien Gingras, un rival arrogant qui est dépêché de Québec, est chargé de l'enquête. Les tensions entre les deux individus s'intensifient rapidement à mesure que l'enquête devient plus complexe et que la liste des suspects s'étend. Heureusement, Surprenant a la possibilité de compter sur l'assistance de Geneviève Savoie pour résoudre le meurtre.

## Fiche technique
- Réalisateur : Yannick Savard
- Scénarisation : Marie-Ève Bourassa et Maureen Martineau
- Musique originale : Martin Roy et Éloi Painchaud
- Directeur de la photographie : Pat Morin
- Directeur artistique : Mario Bouchard
- Créatrice des costumes : Kelly-Anne Bonieux
- Monteuse : Véronique Renaud
- Script-éditeurs : Jacques Drolet, Caroline Gaudette
- Productrice déléguée : Chantale Gagnon
- Directeur de production : Vincent Martel
- 1ère assistante à la réalisation : Émilie Malo Bolduc
- Scripte : Audrey Gauthier
- Coordonnatrice de production : Johanne Paquin
- Adjointe aux producteurs : Kloé Jiangzhu Arseneau

## Distribution
- Patrick Hivon : Sergent-détective André Surprenant
- Catherine Brunet : Agente Geneviève Savoie
- Maxime Genois : Julien Cormier
- Marie-France Marcotte : Lieutenante Anne Asselin
- Patrice Godin : Lieutenant-détective Gingras
- Victor Andres Telles Turgeon : Victor « Vic » Tavares
- Patrick Goyette : Sergent Marchessault
- Nicolas Fontaine : Agent Alexis Tremblay
- Mikhaïl Ahooja : Agent Mathieu Barsalou
- Josée Lapierre : Majella Bourgeois
- Sylvie De Morais Nogueira : Maria Chiodoni
- Xavier Rivard-Désy : Félix Surprenant
- Léon-Charles Arseneau : Édouard Savoie
- Milya Corbeil-Gauvreau : Rosalie Richard
- Jean-François Pichette : Maire Roméo Richard
- Hubert Proulx : Dr Bernard Samoisette
- Nathalie Doummar : Dre Élise Morency
- Christian Essiambre : James Flaherty
- Aurélia Arandi-Longpré : Valérie
- Rémi Goulet : Emmanuel Lafrance
- Zara Bonato : Mélanie
- Jérémy Poirier : Ti-Phonse Patton
- Sylvain Vigneau : Platon Longue-épée
- Jean Drolet : Cornélius Langford
- Olivier Turcotte : Damien Lapierre

## Production

### Genèse
Le film est adapté du roman On finit toujours par payer de Jean Lemieux, publié en 2003 à La Courte Échelle, le premier roman de la série des enquêtes d'André Surprenant.

### Lieux de tournage
Le film a été tourné sur les îles de la Madeleine, au Québec.

## Épisodes
1. Disparue
2. Éphémère
3. Je savais que tu viendrais
4. Tu m'étouffes
5. Héritage
6. Emmanuel